# Grand Prix automobile des États-Unis 2014
GP précédent GP suivant
Le Grand Prix automobile des États-Unis 2014 (2014 Formula 1 United States Grand Prix), disputé le 2 novembre 2014 sur le Circuit des Amériques, est la 914e épreuve du championnat du monde de Formule 1 courue depuis 1950. Il s'agit de la trente-neuvième édition du Grand Prix des États-Unis et de la trentième-et-unième comptant pour le championnat du monde de Formule 1. Ce troisième Grand Prix disputé sur ce circuit situé à Austin (Texas) est la dix-septième  manche du championnat 2014.
Les écuries Caterham F1 Team et Marussia F1 Team, aux prises avec des problèmes financiers, ne participent pas au Grand Prix, ce qui laisse neuf écuries et dix-huit voitures sur la grille de départ, pour la première fois depuis le Grand Prix de Monaco 2005.
Largement dominé par Lewis Hamilton dans toutes les séances d'essais jusqu'à la première phase qualificative, Nico Rosberg prend la main en Q2 et confirme en Q3 avec deux temps inaccessibles pour son coéquipier aux prises avec des problèmes de freinage. Il le devance finalement de 4 dixièmes de seconde pour obtenir sa neuvième pole position de la saison, la treizième de sa carrière. Derrière les deux Flèches d'Argent qui monopolisent la première ligne pour la sixième fois consécutive, les Williams se montrent les plus performantes, avec Valtteri Bottas devant Felipe Massa sur la deuxième ligne. Daniel Ricciardo et Fernando Alonso réalisent les cinquième et sixième temps. Septième des qualifications, Jenson Button est pénalisé d'un recul de cinq rangs sur la grille à cause d'un changement de boîte de vitesses et laisse sa place à son coéquipier Kevin Magnussen aux côtés de Kimi Räikkönen en quatrième ligne. Sebastian Vettel doit, pour sa part, s'élancer depuis la voie des stands, pénalisé pour l'utilisation d'un sixième groupe propulseur sur sa Red Bull RB10 cette saison.
Lewis Hamilton remporte sa cinquième victoire consécutive, sa dixième cette saison et la trente-deuxième de sa carrière (il égale ainsi Fernando Alonso et dépasse Nigel Mansell, devenant le recordman britannique du nombre de victoires) au terme des cinquante-six tours d'une course disputée devant plus de 100 000 spectateurs. Nico Rosberg, parti depuis la pole position, mène jusqu'au vingt-troisième tour où son coéquipier qui le talonne, active son aileron arrière mobile et le dépasse à l'intérieur au freinage du virage no 12 avant de  s'envoler vers un nouveau succès. Rosberg assure à Mercedes un dixième doublé en 2014 : le record de McLaren en 1988 est égalé. Daniel Ricciardo prend le meilleur sur les deux pilotes Williams pour monter sur son huitième podium de la saison, Felipe Massa termine quatrième, son coéquipier Valtteri Bottas cinquième. Fernando Alonso achève la course comme il l'a démarrée, au sixième rang, en contenant dans le dernier tour les assauts de Sebastian Vettel, parti de la voie des stands, et auteur du meilleur tour en course dans son cinquantième passage. Kevin Magnussen amène sa McLaren en huitième position alors que Jean-Éric Vergne, neuvième sous le drapeau à damier, prend finalement le point de la dixième place après une pénalisation de cinq secondes pour avoir sorti Romain Grosjean de la piste lors d'un dépassement. Egalement pénalisé de cinq secondes pour excès de vitesse dans la voie des stands, Pastor Maldonado récupère le neuvième rang et inscrit ses premiers points de la saison. La course est marquée par la sortie de la voiture de sécurité dès le premier tour après un accrochage entre Sergio Pérez et Adrian Sutil.
Lewis Hamilton (316 points) possède désormais vingt-quatre points d'avance sur Nico Rosberg (292 points) et n'a besoin que de deux deuxièmes places pour être sacré champion du monde dans le cas où son coéquipier s'imposerait au Brésil et à Abou Dabi. Si Daniel Ricciardo conforte sa troisième place (214 points), il n'est plus en course pour le titre, désormais dévolu à un des deux pilotes Mercedes. Valtteri Bottas reste quatrième (155 points) alors que Fernando Alonso est cinquième, à égalité de points (149 points) avec Sebastian Vettel, sixième.
Sacré champion du monde des constructeurs en Russie, Mercedes creuse encore l'écart avec 608 points. Red Bull Racing (363 points) et Williams F1 Team (238 points) sont deuxième et troisième devant la Scuderia Ferrari (196 points) ; suivent McLaren Racing (147 points),  Force India (123 points), Scuderia Toro Rosso (30 points), Lotus F1 Team (10 points) et Marussia F1 Team (2 points).

## Essais libres

### Première séance, le vendredi de 10 h à 11 h 30
| Pos. | Pilote          | Voiture            | Chrono         | Écart     |
| ---- | --------------- | ------------------ | -------------- | --------- |
| 1    | Lewis Hamilton  | Mercedes           | 1 min 39 s 941 |           |
| 2    | Nico Rosberg    | Mercedes           | 1 min 40 s 233 | + 0 s 292 |
| 3    | Jenson Button   | McLaren-Mercedes   | 1 min 40 s 319 | + 0 s 378 |
| 4    | Daniil Kvyat    | Toro Rosso-Renault | 1 min 40 s 887 | + 0 s 946 |
| 5    | Kevin Magnussen | McLaren-Mercedes   | 1 min 40 s 987 | + 1 s 046 |
| 6    | Fernando Alonso | Ferrari            | 1 min 41 s 065 | + 1 s 124 |

En l'absence des écuries Caterham F1 Team et Marussia F1 Team, seuls dix-huit pilotes sont au départ de la première séance d'essais libres du Grand Prix des États-Unis,,,. Pirelli a sélectionné ici ses mélanges P Zero blancs « medium » et P Zero jaunes « tendre », un choix différent de la saison passée où étaient proposés les pneus mediums et durs.
Nico Rosberg établit le premier tour chronométré de la séance en 1 min 50 s 219 ; si sa performance est immédiatement battue par son coéquipier Lewis Hamilton (1 min 49 s 164), l'Allemand réplique en 1 min 46 s 317. Les pilotes McLaren Racing se mettent ensuite en évidence, Jenson Button tournant en 1 min 43 s 245 puis améliorant en 1 min 41 s 772 puis 1 min 41 s 158. Son coéquipier Kevin Magnussen passe ensuite en tête en 1 min 41 s 078,,.
Alors que la première demi-heure d'essais s'achève, les pilotes quittent le train de pneu supplémentaire qui leur est alloué et poursuivent la session avec les pneus qui seront utilisés tout le reste du week-end et Button reprend le commandement en 1 min 40 s 319 ; il devance Magnussen et Fernando Alonso. Durant la suite de la séance, les équipes se concentrent sur leurs divers programmes de tests et les performances n'évoluent guère. Romain Grosjean teste un nouvel aileron avant à prolongement unique sur sa Lotus E22, aileron qui devrait être envisagé sur la monoplace engagée en 2015 ; le comportement de sa monoplace lui paraît si étrange qu'il demande par radio s'il a une crevaison ou une suspension cassée. Daniel Ricciardo est longtemps retenu au stand, en proie à des soucis techniques ; il n'effectuera que cinq tours durant l'ensemble de la séance. Son équipier Sebastian Vettel sait déjà qu'il risque de prendre le départ depuis la voie des stands en raison d'un changement nécessaire sur son unité de puissance qui lui vaut une nouvelle pénalité, de même que Button (un changement de boîte de vitesses a été jugé nécessaire lors du montage de sa monoplace),,,.
Lewis Hamilton gagne de 2 dixièmes de secondes sur le temps de Button et passe en tête en 1 min 40 s 106. Il enchaîne ensuite une série de tours rapides et améliore en 1 min 40 s 044, 1 min 40 s 004 et enfin 1 min 39 s 941,,. 
- Max Verstappen, pilote essayeur chez Scuderia Toro Rosso, remplace Jean-Éric Vergne lors de cette séance d'essais.
- Felipe Nasr, pilote essayeur chez Williams F1 Team, remplace Valtteri Bottas lors de cette séance d'essais.

### Deuxième séance, le vendredi de 14 h à 15 h 30
| Pos. | Pilote           | Voiture           | Chrono         | Écart     |
| ---- | ---------------- | ----------------- | -------------- | --------- |
| 1    | Lewis Hamilton   | Mercedes          | 1 min 39 s 085 |           |
| 2    | Nico Rosberg     | Mercedes          | 1 min 39 s 088 | + 0 s 003 |
| 3    | Fernando Alonso  | Ferrari           | 1 min 40 s 189 | + 1 s 104 |
| 4    | Daniel Ricciardo | Red Bull-Renault  | 1 min 40 s 390 | + 1 s 305 |
| 5    | Felipe Massa     | Williams-Mercedes | 1 min 40 s 457 | + 1 s 372 |
| 6    | Kimi Räikkönen   | Ferrari           | 1 min 40 s 543 | + 1 s 458 |

La température ambiante est de 22 °C et la piste à 37 °C au début de la deuxième séance d'essais libres de la dix-septième manche du championnat du monde. Lors de cette session, les équipes vont principalement évaluer les performances des deux types de pneus que Pirelli a mis à leur disposition (« medium », le composé le plus dur proposé, et « tendre ») après n'avoir roulé qu'avec le mélange le plus dur lors des premiers essais libres. Les pilotes s'élancent en piste dès son ouverture et Valtteri Bottas établit le temps de référence en 1 min 44 s 534 avant d'améliorer en 1 min 44 s 520,,.
Jenson Button prend la tête en deux temps (1 min 42 s 427 puis 1 min 41 s 945) puis s'efface derrière son coéquipier Kevin Magnussen qui tourne en 1 min 41 s 913. Les Mercedes entrent alors en piste et prennent, comme de coutume désormais, les positions de tête : Lewis Hamilton enchaîne deux tours en 1 min 40 s 993 et 1 min 40 s 615 et Nico Rosberg le relaie en 1 min 40 s 078. Toutes ces performances ont été réalisées avec les pneus les plus durs,,.
À moins d'une heure du drapeau à damier, Sebastian Vettel reste le seul pilote à n'avoir pas réalisé le moindre tour lancé. En effet, après que son moteur a été changé, l'Allemand devra obligatoirement prendre le départ de la course depuis la voie des stands ; ses ingénieurs préfèrent donc qu'il économise au maximum son moteur qui doit, de plus, être aligné lors des Grands Prix du Brésil et d'Abou Dabi,,,.
Les pilotes se relancent, en pneus tendres, peu après la mi-séance, Vettel effectuant ses premiers tours lancés, à un train de sénateur. Nico Rosberg, malgré un problème de boîte de vitesses (difficulté pour rétrograder dans le dernier virage) améliore son meilleur temps en 1 min 39 s 088 puis s'incline, pour trois millièmes de seconde, face à son coéquipier Hamilton qui tourne en 1 min 39 s 085 bien qu'en délicatesse avec sa boîte de vitesses (difficulté pour engager le cinquième rapport en ligne droite). Le Britannique choisit même de stopper sa session à un quart d'heure du terme pour confier sa voiture à ses mécaniciens,,,.

### Troisième séance, le samedi de 10 h à 11 h
| Pos. | Pilote           | Voiture           | Chrono         | Écart     |
| ---- | ---------------- | ----------------- | -------------- | --------- |
| 1    | Lewis Hamilton   | Mercedes          | 1 min 37 s 107 |           |
| 2    | Nico Rosberg     | Mercedes          | 1 min 37 s 990 | + 0 s 883 |
| 3    | Felipe Massa     | Williams-Mercedes | 1 min 38 s 214 | + 1 s 107 |
| 4    | Valtteri Bottas  | Williams-Mercedes | 1 min 38 s 437 | + 1 s 330 |
| 5    | Fernando Alonso  | Ferrari           | 1 min 38 s 727 | + 1 s 620 |
| 6    | Daniel Ricciardo | Red Bull-Renault  | 1 min 38 s 927 | + 1 s 820 |

La troisième et dernière séance d'essais libres commence sous une fraîche température ambiante de 10 °C, la piste étant à 20 °C.
Kevin Magnussen établit le premier temps chronométré en 1 min 48 s 261 et l'améliore significativement sur sa lancée, en 1 min 41 s 567,,.
La faible température de l'asphalte met en difficulté les pilotes qui peinent à faire chauffer leurs pneus ; plusieurs tours lancés enchaînés sont nécessaires que les pneumatiques atteignent leur fenêtre d'efficacité maximale et de nombreux pilotes partent à la faute à cause du manque d'adhérence. Jenson Button prend un temps la tête, en 1 min 41 s 318 puis s'incline une nouvelle fois face à son coéquipier Kevin Magnussen qui tourne en 1 min 40 s 837. Felipe Massa améliore en 1 min 39 s 820 puis Daniel Ricciardo tourne en 1 min 39 s 693. À trente-cinq minutes du terme, Nico Rosberg, Lewis Hamilton, Fernando Alonso et Sebastian Vettel n'ont pas encore effectué de tour chronométré,,.
Vettel qui n'a pas grand chose a espérer de ce Grand Prix (il devra partir de la voie des stands et économiser au maximum son moteur) prend la piste avec des pneus tendres usés et effectue de longs relais pendant que les tous les autres pilotes sont en pneus durs ; Alonso s'élance quelques instants plus tard tandis que les pilotes Mercedes attendent encore dix minutes supplémentaires pour entrer en piste et réaliser les deux derniers temps, Lewis Hamilton partant même à la faute. Hamilton hausse ensuite son rythme et prend la cinquième place (1 min 40 s 064) alors que Nico Rosberg rentre au stand, victime de soucis de freinage,,.
En fin de séance, les pilotes se relancent avec les pneus tendres afin de préparer la qualification ; ainsi chaussé, Fernando Alonso prend la tête en 1 min 39 s 108. Valtteri Bottas améliore quelques instants plus tard (1 min 38 s 437) puis Felipe Massa, en 1 min 38 s 214, devance son coéquipier de 2 dixièmes de secondes. Hamilton réalise finalement le meilleur temps de la session, en  1 min 37 s 107 et devance Nico Rosberg (1 min 37 s 990) qui a surmonté ses soucis techniques,,.

## Séance de qualifications

### Résultats des qualifications

#### Nouveau format de qualification
Le jeudi 30 octobre 2014, les commissaires de la FIA et Charlie Whiting, le directeur de course de la FIA, définissent un nouveau format de qualification après les forfaits des écuries Marussia F1 Team et Caterham F1 Team ; en effet, avec seulement dix-huit voitures engagées officiellement après les vérifications techniques, la FIA doit adapter son règlement qui n'envisageait pas une grille de départ de moins de vingt monoplaces. Un amendement est pris pour conserver une Q3 où dix pilotes restent en lutte. Ainsi, quatre pilotes sont éliminés en Q1 et quatre autres en Q2,,,.

#### Session Q1
La première phase des qualifications commence sous une température ambiante de 16 °C tandis que la piste est à 32 °C. Jenson Button sait d'ores et déjà qu'il reculera de cinq places sur la grille après un changement de boîte de vitesses. Vettel devant prendre le départ de la course depuis la voie des stands avait envisagé ne pas prendre part à la qualification ; il participe nénmoins à la session Q1 pour entrer dans les 107 % de la pole position qui le qualifient obligatoirement. Dernier pénalisé, en raison d'un septième changement de son unité de puissance, Daniil Kvyat perdra dix places sur la grille ; son coéquipier Jean-Éric Vergne échappe de peu à une pénalisation après avoir changé de moteur au terme des derniers essais libres mais demeurant toutefois dans les allocations autorisées,,.
Les pilotes s'élancent dès l'ouverture de la piste et Valtteri Bottas fixe le temps de référence en 1 min 38 s 811. Sergio Pérez, Felipe Massa et Esteban Gutiérrez choisissent d'augmenter au maximum leurs chances d'accéder à la Q2 en s'élançant en pneus tendres quand tous les autres concurrents sont chaussés des pneus les plus durs. Lewis Hamilton prend la tête en 1 min 38 s 795 puis son coéquipier Nico Rosberg améliore à deux reprises (1 min 38 s 599 et 1 min 38 s 303),,.
Derniers à prendre la piste, les pilotes Red Bull Racing s'élancent en pneus tendres ; Vettel réalise le neuvième temps puis rentre définitivement au stand tandis que Daniel Ricciardo est cinquième derrière les Mercedes et les Williams F1 Team de Bottas et Massa. Hamilton améliore, en 1 min 37 s 196, alors qu'à trois minutes de la fin, les deux Toro Rosso STR9 sont dans la zone rouge avec Nico Hülkenberg et Gutiérrez. Hülkenberg et Kvyat améliorent, mettant Button et Romain Grosjean en danger dans les ultimes instants. Si Button, en 1 min 38 s 574, parvient à se mettre à l'abri, Grosjean, Vettel, Gutiérrez et Vergne sont éliminés. Pour la première fois de la saison, Pastor Maldonado bat son coéquipier chez Lotus F1 Team en qualifications,,.

#### Session Q2
Sous les yeux de Tony Parker et de Matt Leblanc, les quatorze pilotes se relancent, tous désormais en pneus tendres, et Daniil Kvyat fixe le temps de référence en 1 min 38 s 699. Nico Rosberg améliore instantanément, en 1 min 37 s 099, et devance Lewis Hamilton de deux dixièmes de secondes ; suivent Fernando Alonso et Jenson Button. Après cette première tentative, les quatre pilotes les plus menacés d'élimination sont Nico Hülkenberg et son coéquipier Sergio Pérez, Adrian Sutil et Pastor Maldonado,,.
Les pilotes rentrent chausser de nouveaux pneus et repartent pour une deuxième tentative, excepté Hamilton qui choisit de rester au stand. Si tous améliorent leurs performances, personne ne parvient à battre le temps de Rosberg, hormis lui-même, en 1 min 36 s 290. Des quatre pilotes en danger, seul Sutil réussit à atteindre la dernière phase qualificative, au détriment de Daniil Kvyat qui rejoint donc Hülkenberg, Pérez et Maldonado sur le banc des relégués,,.

#### Session Q3
Deux Mercedes, deux Williams, deux Ferrari, deux McLaren ainsi que la Red Bull Racing de Daniel Ricciardo et la Sauber d'Adrian Sutil sont en lice pour la pole position. Ricciardo, le premier en piste, établit le temps de référence en 1 min 38 s 120 mais sa performance est rapidement battue par Valtteri Bottas qui améliore de plus d'une seconde, en 1 min 36 s 906. Nico Rosberg prend ensuite la tête en 1 min 36 s 282, un dixième de seconde plus rapide que son équipier Lewis Hamilton (1 min 36 s 443) ; suivent Bottas, Felipe Massa, Jenson Button, Kevin Magnussen, Fernando Alonso, Daniel Ricciardo et Kimi Räikkönen, Sutil n'ayant pas pris la piste,,.
Après un changement de pneus, les dix pilotes se relancent et Rosberg améliore dans chacun des trois secteurs chronométrés pour réaliser sa neuvième pole position de la saison, en 1 min 36 s 067. Il devance de quatre dixièmes de seconde son coéquipier Hamilton (1 min 36 s 443) ; suivent Bottas, Massa, Ricciardo, Alonso, Button, Magnussen et Räikkönen,,.

### Grille de départ
| Pos.                                                                                      | Pilote            | Écurie               | Qualifications 1 | Qualifications 2 | Qualifications 3 |
| ----------------------------------------------------------------------------------------- | ----------------- | -------------------- | ---------------- | ---------------- | ---------------- |
| 1                                                                                         | Nico Rosberg      | Mercedes             | 1 min 38 s 303   | 1 min 36 s 290   | 1 min 36 s 067   |
| 2                                                                                         | Lewis Hamilton    | Mercedes             | 1 min 37 s 196   | 1 min 37 s 287   | 1 min 36 s 443   |
| 3                                                                                         | Valtteri Bottas   | Williams-Mercedes    | 1 min 38 s 249   | 1 min 37 s 449   | 1 min 36 s 906   |
| 4                                                                                         | Felipe Massa      | Williams-Mercedes    | 1 min 37 s 877   | 1 min 37 s 347   | 1 min 37 s 205   |
| 5                                                                                         | Daniel Ricciardo  | Red Bull-Renault     | 1 min 38 s 814   | 1 min 37 s 873   | 1 min 37 s 244   |
| 6                                                                                         | Fernando Alonso   | Ferrari              | 1 min 38 s 349   | 1 min 38 s 010   | 1 min 37 s 610   |
| 7                                                                                         | Jenson Button     | McLaren-Mercedes     | 1 min 38 s 574   | 1 min 38 s 024   | 1 min 37 s 655   |
| 8                                                                                         | Kevin Magnussen   | McLaren-Mercedes     | 1 min 38 s 557   | 1 min 38 s 047   | 1 min 37 s 706   |
| 9                                                                                         | Kimi Räikkönen    | Ferrari              | 1 min 38 s 669   | 1 min 38 s 263   | 1 min 37 s 804   |
| 10                                                                                        | Adrian Sutil      | Sauber-Ferrari       | 1 min 38 s 855   | 1 min 38 s 378   | 1 min 38 s 810   |
| 11                                                                                        | Pastor Maldonado  | Lotus-Renault        | 1 min 38 s 608   | 1 min 38 s 467   |                  |
| 12                                                                                        | Sergio Pérez      | Force India-Mercedes | 1 min 39 s 200   | 1 min 38 s 554   |                  |
| 13                                                                                        | Nico Hülkenberg   | Force India-Mercedes | 1 min 38 s 931   | 1 min 38 s 598   |                  |
| 14                                                                                        | Daniil Kvyat      | Toro Rosso-Renault   | 1 min 38 s 936   | 1 min 38 s 699   |                  |
| 15                                                                                        | Jean-Éric Vergne  | Toro Rosso-Renault   | 1 min 39 s 250   |                  |                  |
| 16                                                                                        | Esteban Gutiérrez | Sauber-Ferrari       | 1 min 39 s 555   |                  |                  |
| 17                                                                                        | Sebastian Vettel  | Red Bull-Renault     | 1 min 39 s 621   |                  |                  |
| 18                                                                                        | Romain Grosjean   | Lotus-Renault        | 1 min 39 s 679   |                  |                  |
| Temps minimal à réaliser pour la qualification : 1 min 43 s 999 (107 % de 1 min 37 s 196) |                   |                      |                  |                  |                  |

- Jenson Button, auteur du septième temps des qualifications, est pénalisé d'un recul de cinq places sur la grille de départ après un changement de sa boîte de vitesses. Il s'élance de la douzième place de la grille[10],[33].
- Daniil Kvyat, auteur du quatorzième temps des qualifications, est pénalisé d'un recul de dix places sur la grille de départ après avoir utilisé un septième moteur, le quota annuel étant fixé à cinq. Il s'élance de la dix-septième et dernière place de la grille[34],[33].
- Sebastian Vettel, auteur du dix-septième et avant-dernier temps des qualifications, devra s'élancer depuis la voie des stands après le départ de l'ensemble des monoplace ; il est en effet pénalisé pour avoir dépassé le quota annuel d'allocation de moteur[33].

## Course

### Déroulement de l'épreuve
Il fait beau sur Austin au départ de l'antépénultième manche de la saison où dix-sept pilotes s'alignent sur la grille de départ, Sebastian Vettel, pénalisé, devant partir depuis la voie des stands. À l'extinction des feux, Nico Rosberg réussit son départ et protège sa pole position en plongeant à la corde dans le premier virage. Pourtant parti du bon côté de la piste, Valtteri Bottas ne parvient pas à menacer Lewis Hamilton et, au contraire, est dépassé par son coéquipier Felipe Massa qui s'élançait de la quatrième place. Quelques hectomètres plus tard, Sergio Pérez tape l'arrière de la Ferrari F14 T de Kimi Räikkönen ; si le Finlandais poursuit sans dommage, Pérez, déséquilibré, percute Adrian Sutil qui avait obtenu sa meilleure qualification de la saison en participant pour la première fois à la session Q3. Les deux pilotes abandonnent et Pérez est sanctionné par les commissaires de la FIA d'un recul de sept places sur la grille de départ du Grand Prix du Brésil. La Sauber C33 immobilisée en piste au milieu de nombreux débris de fibre de carbone provoque la sortie de la voiture de sécurité dès le premier tour de l'épreuve,,,.
Nico Hülkenberg, et Vettel, chaussés des pneus les plus durs au départ (de même que Daniil Kvyat qui ne s'arrête pas), profitent de la neutralisation de l'épreuve pour opérer un changement tactique en changeant leurs pneumatiques ; ils sont rejoints aux stands par les deux pilotes McLaren Racing (Jenson Button et Kevin Magnussen) et par Esteban Gutiérrez. Vettel n'effectue qu'un tour avec ses pneus tendres avant de repasser les pneus durs et tenter le pari de rallier l'arrivée sans nouvel arrêt. Derrière la voiture de sécurité, Rosberg précède Hamilton, Massa, Bottas, Fernando Alonso, Daniel Ricciardo, Räikkönen, Pastor Maldonado, Jean-Éric Vergne, Romain Grosjean, Kvyat, Magnussen, Gutiérrez, Vettel, Button et Hülkenberg. À la relance, à la fin du quatrième tour, Rosberg creuse immédiatement un écart supérieur à la seconde pour empêcher Hamilton d'utiliser son aileron arrière mobile tandis que Ricciardo dépasse Alonso dans les esses pour le gain de la cinquième position. Après avoir réalisé le meilleur tour en course dans la septième boucle, Lewis Hamilton revient à 6 dixièmes de seconde de son coéquipier dans la huitième et peut désormais tenter un dépassement facilité par l'emploi de l'aileron arrière mobile ; le duo Mercedes a creusé un écart de plus de quatre secondes sur le reste des concurrents ; au dixième tour, Massa, troisième, est repoussé à 5 secondes,,.
Gutiérrez, Maldonado, Vergne et Button, soupçonnés d'avoir roulé trop vite derrière la voiture de sécurité, sont sous examen des commissaires de piste ; seul Button peut poursuivre sans pénalité, les trois autres devant observer un stop-and-go de 5 secondes lors de leur prochain passage par les stands. Après douze tours, Hamilton reste dans la même seconde que Rosberg qui rencontre des problèmes d'efficacité de son train avant ; Vettel, quinzième, connaît également des soucis avec ses pneumatiques. Ricciardo et Massa s'arrêtent au stand au quinzième tour mais adoptent des stratégies différentes : le pilote Red Bull Racing repart en pneus durs alors que Massa ressort chaussé des tendres. Ricciardo prend le meilleur sur Bottas au moment où il observe son arrêt, au tour suivant. Reparti en pneus tendres, comme son coéquipier, le Finlandais doit tenter de dépasser ses rivaux aussi vite que possible pour conserver une chance de monter sur le podium. Rosberg, Maldonado et Vergne s'arrêtent en même temps que Bottas, Hamilton, Alonso, Grosjean au tour suivant et Räikkönen au dix-huitième. Rosberg, ressorti en pneus durs, possède désormais 3 secondes d'avance sur Hamilton. Nico Hülkenberg, victime d'une soudaine perte de puissance, range sa Force India VJM07 sur le bord de la piste ; après cet abandon, il ne reste plus que quinze pilotes en lice. À l'issue des arrêts aux stands, les Lotus E22 sont repoussées hors des points tandis que Vettel pointe au dixième rang. Il se plaint toutefois de ses performances, allant deux secondes moins vite au tour que son coéquipier Ricciardo qui semble avoir maté les ardeurs de Bottas, toujours cinquième,,.  
Au vingtième tour, l'écart entre Rosberg et Hamilton est de 2,5 s tandis que Felipe Massa est relégué à presque 9 secondes. Ricciardo occupe la quatrième place devant Bottas, Kvyat, Magnussen, Button, Alonso, Vettel, Räikkonen, Grosjean, Vergne, Gutiérrez et Maldonado. Button et Alonso se livrent une lutte acharnée pour le gain de la huitième place. Au vingt-troisième passage, Hamilton a complètement rattrapé son retard sur Rosberg. Au vingt-quatrième, Alonso dépasse Button dans les esses tandis qu'Hamilton plonge à la corde dans le virage no 12 et surprend Rosberg qui perd dès lors le commandement de l'épreuve ; Hamilton creuse une avance de plus d'une seconde en bouclant son tour. Vettel, neuvième et en proie à de gros problèmes d'adhérence, est doublé coup sur coup par Grosjean et Vergne au vingt-sixième tour. L'Allemand a perdu son pari : en dehors des points, il repasse aux stands au tour suivant pour chausser de nouveaux pneus. Magnussen l'imite au vingt-huitième tour, suivi par Button, Grosjean, Vergne, Bottas, Ricciardo, Massa, Hamilton, Rosberg et Maldonado entre les vingt-neuvième et trente-sixième tours,,. 
Au trente-septième tour, Hamilton devance Rosberg de 3 secondes, Ricciardo de 8 s et Massa de 9 s ; suivent Bottas, Alonso, Räikkonen, Kvyat, Magnussen, Vettel, Grosjean, Button, Vergne, Maldonado et Gutiérrez. Ricciardo a ainsi pris le dessus sur Massa et peut espérer monter sur le podium. Pastor Maldonado reçoit une nouvelle pénalité de cinq secondes pour dépassement de la vitesse autorisée dans les stands ; comme il ne s'arrêtera plus, cette pénalité est ajoutée à son temps de course. En tête, Hamilton et Rosberg battent le record du tour mais l'écart se maintient entre les deux équipiers. Ricciardo suit à 14 secondes tandis que Vettel, Alonso et Magnussen se battent durement pour le gain de la sixième place. Dixième, Grosjean, en difficulté, résiste du mieux qu'il peut aux attaques de Vergne et Maldonado. Gutiérrez change ses pneus au quarantième tour, Kvyat au suivant, Räikkönen au quarante-troisième, Alonso au suivant et Vettel, pour la troisième fois, au quarante-neuvième. Quelques instants plus tard, Vergne attaque Grosjean au freinage du premier virage, le touche, le tasse à l'extérieur de la piste et passe. Dans la foulée, Maldonado prend l'avantage sur son coéquipier qui ne peut que s'exclamer dans la radio : « Qu'est-ce que c'était que ça ? » L'incident, examiné par les commissaires de course, vaut à Vergne une pénalité de cinq secondes ajoutées à son temps de course. Vergne poursuit toutefois son attaque et ravit ensuite, roue contres roue, la huitième place à Button (dont les pneus sont détruits) dépassé dans la foulée par Vettel et Maldonado,,.
Lewis Hamilton remporte sa cinquième victoire consécutive, sa dixième cette saison et devient, avec trente-deux succès, le Britannique le plus victorieux en championnat du monde de Formule 1. Nico Rosberg, désormais son unique rival dans la course au titre, permet à Mercedes de réaliser son dixième doublé de la saison. La troisième place du podium revient à Daniel Ricciardo tandis que suivent pour les points Massa, Bottas, Alonso, Vettel, Magnussen, Maldonado et Vergne (ces deux derniers étant chacun pénalisé de 5 secondes à l'arrivée),,,.

### Classement de la course
| Pos. | no | Pilote            | Écurie               | Tours | Temps/Abandon                           | Grille  | Points |
| ---- | -- | ----------------- | -------------------- | ----- | --------------------------------------- | ------- | ------ |
| 1    | 44 | Lewis Hamilton    | Mercedes             | 56    | 1 h 40 min 04 s 785 (184,896 km/h)      | 2       | 25     |
| 2    | 6  | Nico Rosberg      | Mercedes             | 56    | + 4 s 314                               | 1       | 18     |
| 3    | 3  | Daniel Ricciardo  | Red Bull-Renault     | 56    | + 25 s 560                              | 5       | 15     |
| 4    | 19 | Felipe Massa      | Williams-Mercedes    | 56    | + 26 s 924                              | 4       | 12     |
| 5    | 77 | Valtteri Bottas   | Williams-Mercedes    | 56    | + 30 s 992                              | 3       | 10     |
| 6    | 14 | Fernando Alonso   | Ferrari              | 56    | + 1 min 35 s 231                        | 6       | 8      |
| 7    | 1  | Sebastian Vettel  | Red Bull-Renault     | 56    | + 1 min 35 s 734                        | pitlane | 6      |
| 8    | 20 | Kevin Magnussen   | McLaren-Mercedes     | 56    | + 1 min 40 s 682                        | 7       | 4      |
| 9    | 13 | Pastor Maldonado  | Lotus-Renault        | 56    | + 1 min 47 s 870 (dont 5 s de pénalité) | 10      | 2      |
| 10   | 25 | Jean-Éric Vergne  | Toro Rosso-Renault   | 56    | + 1 min 48 s 863 (dont 5 s de pénalité) | 14      | 1      |
| 11   | 8  | Romain Grosjean   | Lotus-Renault        | 55    | + 1 tour                                | 16      |        |
| 12   | 22 | Jenson Button     | McLaren-Mercedes     | 55    | + 1 tour                                | 12      |        |
| 13   | 7  | Kimi Räikkönen    | Ferrari              | 55    | + 1 tour                                | 8       |        |
| 14   | 21 | Esteban Gutiérrez | Sauber-Ferrari       | 55    | + 1 tour                                | 15      |        |
| 15   | 26 | Daniil Kvyat      | Toro Rosso-Renault   | 55    | + 1 tour                                | 17      |        |
| Abd. | 27 | Nico Hülkenberg   | Force India-Mercedes | 16    | moteur                                  | 13      |        |
| Abd. | 11 | Sergio Pérez      | Force India-Mercedes | 1     | accrochage avec Sutil                   | 11      |        |
| Abd. | 99 | Adrian Sutil      | Sauber-Ferrari       | 0     | accrochage avec Pérez                   | 9       |        |

### Pole position et record du tour
Nico Rosberg part en pole position pour la treizième fois de sa carrière, la neuvième fois de la saison et la première fois aux États-Unis. 
- Pole position :  Nico Rosberg (Mercedes Grand Prix) en 1 min 36 s 067 (206,593 km/h)[41].
- Meilleur tour en course :  Sebastian Vettel (Red Bull-Renault) en 1 min 41 s 379 (195,768 km/h) au cinquantième tour[42].

### Tours en tête
- Nico Rosberg : 23 tours (1-15 / 17-23 / 34)[43]
- Lewis Hamilton : 33 tours (16 / 24-33 / 35-56)

## Classements généraux à l'issue de la course
| Pos. | Pilote           | Écurie               | Points |
| ---- | ---------------- | -------------------- | ------ |
| 1    | Lewis Hamilton   | Mercedes             | 316    |
| 2    | Nico Rosberg     | Mercedes             | 292    |
| 3    | Daniel Ricciardo | Red Bull-Renault     | 214    |
| 4    | Valtteri Bottas  | Williams-Mercedes    | 155    |
| 5    | Fernando Alonso  | Ferrari              | 149    |
| 6    | Sebastian Vettel | Red Bull-Renault     | 149    |
| 7    | Jenson Button    | McLaren-Mercedes     | 94     |
| 8    | Felipe Massa     | Williams-Mercedes    | 83     |
| 9    | Nico Hülkenberg  | Force India-Mercedes | 76     |
| 10   | Kevin Magnussen  | McLaren-Mercedes     | 53     |
| 11   | Sergio Pérez     | Force India-Mercedes | 47     |
| 12   | Kimi Räikkönen   | Ferrari              | 47     |
| 13   | Jean-Éric Vergne | Toro Rosso-Renault   | 22     |
| 14   | Romain Grosjean  | Lotus-Renault        | 8      |
| 15   | Daniil Kvyat     | Toro Rosso-Renault   | 8      |
| 16   | Pastor Maldonado | Lotus-Renault        | 2      |
| 17   | Jules Bianchi    | Marussia-Ferrari     | 2      |

| Pos.     | Écurie               | Points |
| -------- | -------------------- | ------ |
| Champion | Mercedes             | 608    |
| 2        | Red Bull-Renault     | 363    |
| 3        | Williams-Mercedes    | 238    |
| 4        | Ferrari              | 196    |
| 5        | McLaren-Mercedes     | 147    |
| 6        | Force India-Mercedes | 123    |
| 7        | Toro Rosso-Renault   | 30     |
| 8        | Lotus-Renault        | 10     |
| 9        | Marussia-Ferrari     | 2      |

## Statistiques
Le Grand Prix des États-Unis 2014 représente :
- la 13e pole position de sa carrière pour Nico Rosberg, sa neuvième cette saison[46] ;
- la 32e victoire de sa carrière pour Lewis Hamilton ; il égale ainsi Fernando Alonso[47] ;
- la 27e victoire pour Mercedes en tant que constructeur[48] ;
- la 113e victoire pour Mercedes en tant que motoriste[49] ;
- le 15e doublé pour Mercedes en tant que constructeur, le dixième de la saison[50].

Au cours de ce Grand Prix :
- Sebastian Vettel atteint les 1600 points inscrits en Formule 1[51] ;
- Lewis Hamilton passe la barre des 1400 points inscrits en Formule 1 (1418 points)[52] ;
- Lewis Hamilton devient, avec 32 succès, le pilote britannique le plus victorieux en championnat du monde de Formule 1 ; il devance Nigel Mansell (31 victoires) et Jackie Stewart (27 victoires)[53] ;
- Mercedes égale le record de dix doublés dans la saison établi par McLaren en 1988[54] ;
- Derek Warwick (146 départs en Grands Prix de Formule 1 dont 2 meilleurs tours en course et 4 podiums, vainqueur des 24 Heures du Mans 1992) a été nommé par la FIA conseiller pour aider dans leurs jugements le groupe des commissaires de course. Le président du British Racing Drivers' Club, a déjà officié cette saison à Bahreïn, Monaco et Monza. Avec quatorze mandats de commissaire-pilote, il devance désormais Emanuele Pirro à cette fonction[55],[56].